# José Argote
José Ramón Argote Vega (San Juan del Cesar, 17 de outubro de 1980), é um árbitro de futebol venezuelano, nascido na Colômbia. É árbitro internacional FIFA e em 2015 foi designado para representar a Venezuela na Copa América de 2015, em onde dirigiu três partidas e serviu como quarto árbitro da final.

## Biografia
Enquanto a CONMEBOL mencionava que Argote hava nascido em Maracaibo, na Venezuela, outros documentos publicados pela mídia diziam que ele nasceu na Colombia.
Em maio a FVF designou-o como o árbitro responsável por representar a Venezuela na Copa América de 2015, onde dirigiu os encontros entre Uruguai e Jamaica, México contra Equador – respectivos da fase de grupos – e a semifinal entre Chile e Peru, onde expulsou ao defensor central peruano Carlos Zambrano. Cabia a possibilidade de que junto a seu assistente, Jorge Urrego, pudesse arbitrar a final disputada no Estádio Nacional Julio Martínez entre Argentina e Chile, no entanto esta foi encarregada ao colombiano Wilmar Roldán, cabendo a Argote a função de quarto árbitro e recebendo sua respectiva medalha. Com isso se converteu no primeiro venezuelano presente em uma semifinal e final da Copa América.
Ainda em 2015, foi selecionado como responsável pelo jogo de ida da semifinal da Copa Libertadores de 2015 entre Internacional e Tigres UANL.

## Resumo estatístico
Segundo dados do Football DataBase:
| Competição                                                                                 | Partidas | Cartões | Expulsões | Temporadas      |
| ------------------------------------------------------------------------------------------ | -------- | ------- | --------- | --------------- |
| Campeonato Venezuelano de Futebol (Copa Venezuela, Série Pré-Sul-Americana e Grande Final) | 75       | 326     | 23        | 2008 – presente |
| CONMEBOL (Copa Libertadores e Copa Sul-Americana)                                          | 8        | 35      | 1         | 2013 – presente |
| FIFA (Campeonato Sudamericano Sub-20, Copa América e Amistosos internacionais)             | 7        | 25      | 3         | 2015 – presente |
| Total                                                                                      | 90       | 386     | 26        | 2008 - presente |